# П'янтедо
П'янтедо (італ. Piantedo) — муніципалітет в Італії, у регіоні Ломбардія,  провінція Сондріо.
П'янтедо розташовані на відстані близько 540 км на північний захід від Рима, 80 км на північ від Мілана, 35 км на захід від Сондріо.
Населення — 1359 осіб (2014).
Щорічний фестиваль відбувається 8 вересня. 

## Демографія
Населення за роками:

Станом на 1 січня 2023 року в муніципалітеті офіційно проживало 137 іноземців з 22 країн, серед них 73 громадяни країн Євросоюзу та 1 громадянин України.

## Сусідні муніципалітети
- Коліко
- Делебіо
- Дубіно
- Джера-Ларіо